# Sojuz 8
Sojuz 8 byla kosmická loď SSSR z roku 1969, která se svou posádkou a dvěma dalšími Sojuzy kroužila na oběžné dráze Země. Podle katalogu COSPAR dostala označení 1969-087A a byla 34. letem kosmické lodě z naší planety. Její volacím znakem byl GRANIT.

## Posádka
Dvoučlennou posádku tvořili tito kosmonauti:
- Vladimir Šatalov, velitel lodě, jeho druhý let po Sojuzu 4, později letěl na Sojuzu 10.
- Alexej Jelisejev, palubní inženýr, jeho druhý let po Sojuzu 5, později letěl na Sojuzu 10

## Průběh letu
Loď odstartovala z kosmodromu Bajkonur 13. října 1969 s pomocí stejnojmenné rakety Sojuz. Dostala se na oběžnou dráhu ve výšce 205-223 km s dobou oběhu 88 minut. Den před ní vzlétla na orbitu Země loď Sojuz 7 a dva dny předtím 11. října 1969 loď Sojuz 6, takže řadu hodin byly na oběžné dráze Země najednou tři sovětské kosmické lodě se sedmi sovětskými kosmonauty (tzv.skupinový let) a společně také komunikovaly. Šatalov byl vedoucím celé sedmičky kosmonautů na orbitální dráze. V programu bylo spojení s lodí Sojuz 7, tato operace se však za pasivního přihlížení třetí lodi Sojuz 6 nezdařila. Lodě se přiblížily na vzdálenost 500 metrů. Během letu bylo provedeno televizní vysílání z paluby lodi.
Poté, co druhé dvě lodě přistály na Zemi, navázala posádka Sojuzu 8 tehdy experimentální radiové spojení se sovětskou výzkumnou lodí plující v Atlantiku prostřednictvím spojovací družice Molnija.
Přistávací kabina Sojuzu i s posádkou přistála po necelých pěti dnech letu (118 hodin) a absolvování 80 obletů Země s pomocí padáků a brzdícím motorem 18. října 1969 145 km SZ od Karagandy.

## Konstrukce lodě
Udaná startovací hmotnost byla 6646 kg. Loď se obdobně jako ostatní lodě Sojuz skládala ze tří částí, kulovité orbitální sekce, návratové kabiny a sekce přístrojové. Navíc měla aktivní spojovací zařízení.